# Robert Simpson Woodward
Robert Simpson Woodward (Rochester (Michigan), 21 de julho de 1849 – 29 de junho de 1924) foi um físico e matemático estadunidense.

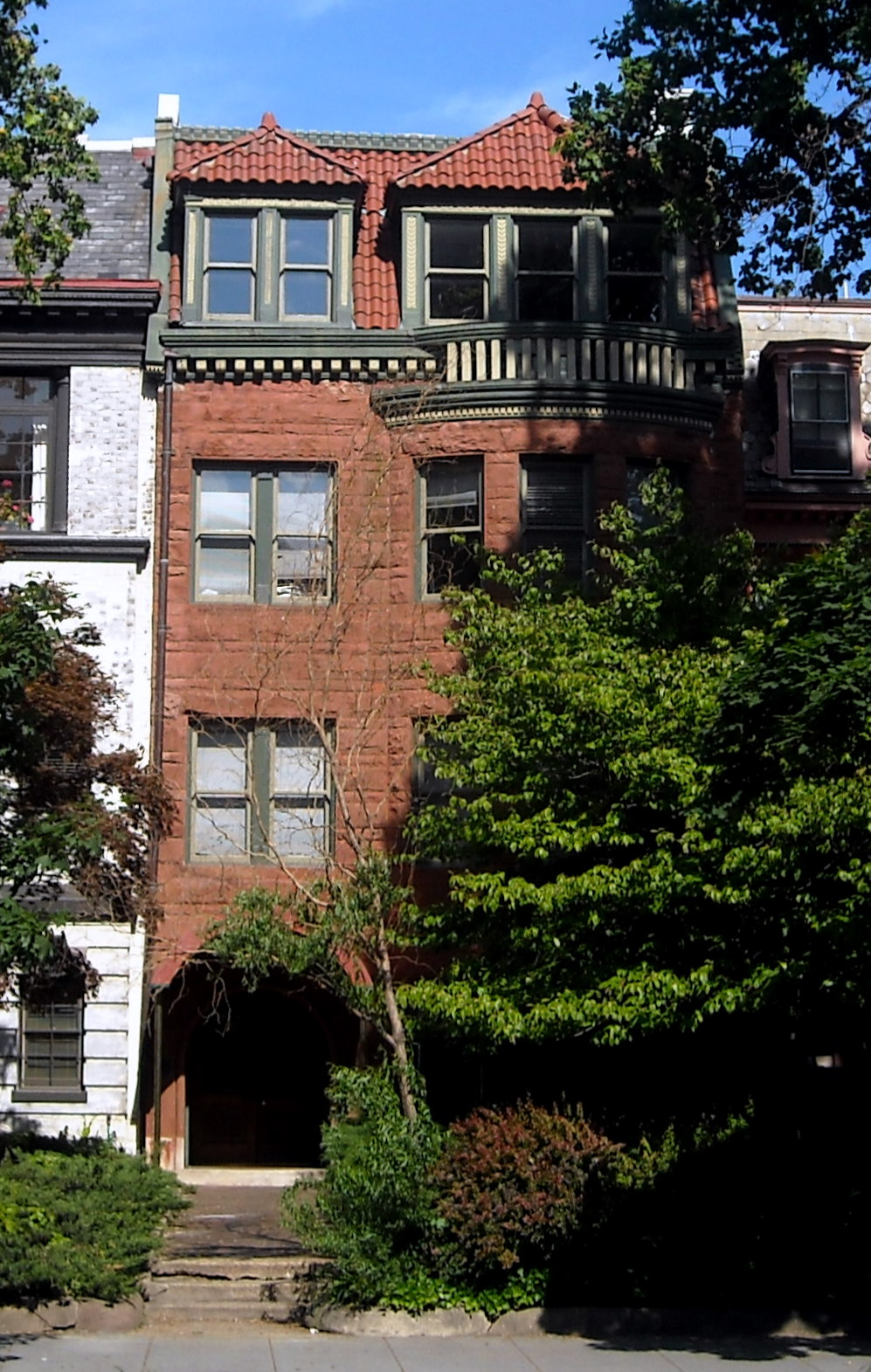
A Casa Robert Simpson Woodward em Washington, D.C., Marco Histórico Nacional